# Курёнков, Пётр Иванович
Пётр Ива́нович Курёнков (15 января 1929 — 22 января 2008) — советский государственный деятель, министр торговли РСФСР (1988—1990 гг.) .

## Биография
Окончив Институт народного хозяйства имени Г.В. Плеханова, начал свою трудовую деятельность в отрасли в 1951 году.
Возглавляя крупнейшее оптовое объединение "Росторгодежда" Российской Федерации.
На 1980 год - заместитель министра торговли РСФСР. 

## Награды
- Орден Трудового Красного Знамени
- орден Дружбы народов